# Радка Бъчварова
Радка Досева Бъчварова е българска художничка-аниматорка и режисьорка на анимационни филми.

## Биография
През 1942 г. завършва Художествената академия, по-късно специализира живопис в Будапеща и Виена. Преподава ѝ доайенът на българското анимационно кино Тодор Динов, а други представители от нейното поколение аниматори са Доньо Донев, Стоян Дуков, Иван Веселинов, Пенчо Богданов, Пройко Пройков, Христо Топузанов.
Първия си филм, 5-минутната анимация „Мишок и молив“, Бъчварова създава през 1958 г. съвместно със Зденка Дойчева. Режисира общо 38 анимационни филма и пише сценария на един. Сред най-известните ѝ филми, с които творчеството ѝ се представя на прегледите на българското кино, са „Снежният човек“ (1960) и „Болният Шаро“ (1972).

## Филмография

### Режисьор
- 1981 – „Котката и канарчето“ (късометражен)
- 1974 – „Жоро, Шаро и Мара – индиговият пират“ (късометражен)
- 1972 – „Жоро, Шаро и Мара – болният Шаро“ (късометражен)
- 1971 – „Чудното захарно петле“ (късометражен)
- 1970 – „Петльовата пара“ (късометражен)
- 1963 – „Букет звезди“ (късометражен)
- 1960 – „Снежният човек“ (късометражен)
- 1958 – „Мишок и молив“